# Freezy (Album)
Freezy ist das neunte Soloalbum des deutschen Rappers Eko Fresh. Es erschien am 22. April 2016 über das Hip-Hop-Label Punchline. Der Vertrieb wird von Groove Attack übernommen.

## Hintergrund
Eko Fresh kündigte Ende Januar 2016 die Veröffentlichung seines Albums Freezy für den 22. April an. Zeitgleich erschien das etwa halbstündige Musikvideo Hartz 7 (700 Bars). Als Reaktion auf die sexuellen Übergriffe in der Silvesternacht 2015/16 veröffentlichte er kurz danach das Lied Domplatten Massaker, das mediale Beachtung fand. Anfang März gab der Rapper mit den Hip-Hop-Duos ASD sowie Celo & Abdi die ersten Gastmusiker auf Freezy bekannt. Im Folgenden erfuhr Eko Fresh größere Aufmerksamkeit durch seine Hauptrolle in der ZDFneo-Sitcom Blockbustaz. Zwei Tage vor der Album-Veröffentlichung erschien das Mixtape Kurz vor Freezy über die Website Hiphop.de. Auf diesem sind bereits veröffentlichte Freetracks sowie exklusive Songs enthalten. Mit unter anderem Capkekz, Tatwaffe, King Eazy und Money Boy sind darauf auch Gastrapper vertreten.

## Titelliste
1. Intro – 3:55
2. Insallah – 4:18
3. Gheddo Chef – 3:29
4. Blatt Papier – 3:47
5. Danke Ek! – 3:24
6. Hip Hop Kanake – 2:45
7. Puff Daddy – 4:10
8. Skit – 1:12
9. Wo bist du? – 3:35
10. Mund auf, ich komme – 3:32
11. Rap Lexikon (Band 2) – 3:57
12. Willkommen in meiner Welt – 3:57
13. Da bin ich raus – 3:15
14. Ich vermiss dich Brudi – 4:03
15. Mach kein Politik – 4:39
16. Ein Tag im Leben des Peter Hartz – 3:19
17. Ich liebe dich – 4:02
18. Outro – 0:15

Bonus-Titel der Premium Edition:
1. Insallah (Gheddo Remix) (feat. Manuellsen und Massiv) – 5:49
2. Gänsehaut (feat. Serc) – 4:00
3. Der letzte Pate – 4:09
4. Puff Daddy (King Remix) (feat. ASD und Farid Bang) – 4:50
5. Puff Daddy (Cologne Remix) (feat. Hakan Abi, TAMI und Pappa Landliebe) – 4:40
6. Wo bist du? (Street Remix) (feat. Celo & Abdi und Pappa Landliebe) – 4:34
7. Cesaro – 3:34

Bonus-EP "Bars über Nacht":
1. Bars über Nacht – 6:49
2. Schlaganfall – 5:03
3. M.O.R. – 4:37
4. Grabstein – 4:33
5. Freezy Does It – 3:34

## Tournee
Vom 27. September bis zum 3. November 2016 präsentierte Eko Fresh das Album im Rahmen der Freezy-Tour. Dabei absolvierte er 21 Auftritte in Deutschland, Österreich und der Schweiz. Begleitet wurde er von dem Rapper Pillath.

## Rezeption

### Erfolg
Freezy stieg auf Platz 4 der deutschen Album-Charts ein. In den folgenden Wochen fiel die Veröffentlichungen auf die Ränge 49 und 98. Mit Platz 13 positionierte sich Eko Fresh’ neuntes Album auch in der Schweiz. In Österreich konnte Rang 14 erreicht werden.

### Kritik
Die E-Zine Laut.de bewertete Freezy mit drei von möglichen fünf Punkten. Aus Sicht des Redakteurs Marvin Müller habe sich der Rapper „inzwischen im Mainstream etabliert“, sodass „vom Hunger des jungen Eko Fresh […] nicht mehr allzu viel übrig“ sei. Da sich die Titelliste „ähnlich wie das zehn Jahre alte ‚Hartz IV‘“ lese, wecke bereits diese „Nostalgie-Gefühle.“ Allerdings schimmere der „Einfluss dieser Jahre […] nur hier und da aus den einzelnen“ Stücken. Im Hinblick auf die Produktionen komme „leider keine einzige an den Druck der alten DJ Rocky- oder Kingsize-Beats von 2006 heran.“ Rap-Lexikon (Band 2) wird von Müller als „Totalausfall“ charakterisiert, wohingegen Mund auf, ich komme „mit starken Parts [unterhalte], in denen einen die Lust auf Rap aus jeder Zeile des Künstlers“ anspringe. Zusammengefasst habe sich Eko Fresh trotz einiger Schwächen „in seinen 15 Geschäftsjahren so viele Arten zu rappen angeeignet, dass ihn seine Stärken das gesamte Album hindurch tragen.“ Deutlich negativer fiel die Auffassung der Leser von Laut.de aus. In den Lesercharts 2016 belegte Freezy Platz 20 der „25 meistgehassten Alben des Jahres“.
In einer Rezension der Website Rap.de wird Freezy als nicht überzeugend kritisiert. So urteilte Redakteur Philis, es gebe „'zu viele Tracks, die man sich hätte sparen können.“ Im Hinblick auf die „Vielfältigkeit“ von Eko Fresh’ Vortrag spiegele das Album dessen „gesamte Karriere“ wider. Vom „Eko-typischen türkischen Flair oder Aufzählungs-Rap, bei dem schlagwortartig Nominative aneinandergereiht werden bis hin zu einer fast schon schnulzigen Hommage an die sagenumwobenen Streets“ besteche es durch Abwechslungsreichtum. Das Stück Mund auf, ich komme wird als der „stärkste Song auf dem Album“ hervorgehoben. Insbesondere auf Blatt Papier schaffe es Eko Fresh jedoch, „verdammt viele Worte für doch eher wenig Inhalt zu verlieren.“
Das Hip-Hop-Magazin Backspin bewertete Freezy sechseinhalb von zehn Punkten. Eko Fresh biete zwar „erneut viel Abwechslung“, spiele dabei jedoch „nur mit endogenen Variablen, ohne sich an einschneidende Stilbrüche heranzuwagen.“ Seit dem „Karriereschub“ durch das Album Eksodus verlaufe das Level des Rappers „weitgehend horizontal.“ Eko Fresh inszeniere Freezy als „buntes Sammelsurium unterschiedlicher Styles.“ Auch „nach fast 20 Jahren voller Neu-Erfindungen und Experimente“ zeige die Kreativität des Rappers „noch immer keine Verschleißerscheinungen.“ Die Produktionen werden für ihre „Experimentierfreudigkeit“ gelobt. So sei etwa die „Verwendung der klassischen Drumloops auf ‚Ein Tag im Leben des Peter Hartz‘ und auf ‚Ich liebe dich‘“ besonders interessant. Zusammengefasst sichere sich Eko Fresh „die Sympathien der Szene aufgrund seiner unermüdlichen Strebsamkeit und Freude am Rappen.“